# گیبارا
گیبارا (به اسپانیایی: Gibara) یک منطقهٔ مسکونی در کوبا است که در استان اولگین واقع شده‌است. گیبارا ۶۳۰ کیلومتر مربع مساحت و ۷۲٬۸۱۰ نفر جمعیت دارد و ۴۵ متر بالاتر از سطح دریا واقع شده‌است.

## خواهرخوانده
شهر ال پرات د یبرگات خواهرخواندهٔ گیبارا هست.